# Operación Veritable
La Operación Veritable (8 al 23 de febrero de 1945) fue una operación militar del ejército aliado durante la Segunda Guerra Mundial. Se desarrolló en Alemania, constituyendo el elemento norte del ataque en forma de tenaza planeado por el mariscal de campo Montgomery, cuyo objetivo final era envolver el territorio entre los ríos Rin y Mosa. La operación Veritable utilizaba al 21.ª Grupo del Ejército Aliado para despejar el territorio hasta el río Rin, pues el general Eisenhower había decidido que la mejor forma de entrar a Alemania era por el norte del país, rodeando la Línea Sigfrido. La Operación Veritable fue complementada por la Operación Grenade, que era la pinza sur.
La Veritable era dependiente de la Grenade, iniciada dos días antes. En Grenade, el Noveno Ejército de los Estados Unidos debía avanzar 100 kilómetros al sur, cruzando el río Roer antes de su confluencia con el Mosa, luego avanzaría directamente hacia el Rin, mientras que las fuerzas anglo-canadienses harían lo mismo al norte. Seguidamente, los ejércitos aliados cruzarían el Rin siguiendo la estrategia de "frente amplio", lo que les permitiría tomar casi intacta la zona industrial del Ruhr. Luego, el resto de los ejércitos estadounidenses estacionados más al sur de la frontera franco-alemana, cruzarían el Rin, desbordando el frente por todos lados. Este plan, sugerido por el mariscal Montgomery al Comandante en Jefe de las Fuerzas Aliadas Dwight Eisenhower, no cayó bien a la mayoría de los generales estadounidenses, ya que otorgaba mayor protagonismo a las fuerzas británicas a la hora de cruzar el mítico Rin.
El mariscal Montgomery entregó la carga de "Veritable" al Primer Ejército Canadiense, al mando del teniente general Harry Crerar; estas fuerzas se encontraban desplegadas al sur de Nimega. El plan de Crerar era bastante simple: atacaría por todo el frente con cinco divisiones, en su mayoría escocesas, que avanzarían hasta el Rin; una vez allí, una división de élite (43.ª División Wessex) y una blindada se les unirían para mantener la línea hasta la llegada de las fuerzas del teniente general Dempsey por el norte y de los estadounidenses por el sur.
Por su parte, el comandante alemán a cargo de la defensa del Reichswald (el gran cinturón de bosques a lo largo de la frontera oeste alemana) era el general Alfred Schlemm, que al no contar con tropas suficientes para cubrir todo el frente, había colocado una división de montaña en la región, apoyada por tres batallones de paracaidistas. Detrás de estas fuerzas, se encontraba el XLVII Cuerpo alemán, al mando del general Heinrich von Lutwittz, que esperaría el ataque aliado para dirigirse a la región donde se intentaba romper el frente.
En la noche del 7 al 8 de febrero se inició un bombardeo sobre la región, quedando casi destruidas las ciudades de Cléveris y Goch. Al terminar este ataque, se inició un ataque de artillería, que duró cinco horas y media, después de lo cual la infantería aliada empezó a avanzar. A pesar del bombardeo, la infantería avanzó lentamente, esquivando campos minados y neutralizando trincheras y puntos fuertes alemanes. Una serie de búnkeres de hormigón servía de línea defensiva para las unidades alemanas, que constaban de 10 000 hombres al mando del mayor general Heinz Fiebig, lo que ponía a los defensores en completa inferioridad numérica.
Si bien la llegada de los refuerzos alemanes invalidó los pronósticos canadienses, esto no significó algún cambio en el curso de la batalla, Cléveris fue tomada por tropas escocesas el 11 de febrero, dos días después de lo planeado.
Para el 15 de febrero, el mayor general Igor Thomas, comandante de la 43.ª División Wessex, decidió enviar sus reservas al frente, ya que el avance se había hecho lento. Los defensores alemanes no pudieron soportar más y el 22 de febrero la ciudad de Goch cayó en manos aliadas, cumpliéndose todos los objetivos de la operación.
Más al sur, la Operación Grenade no terminó bien: los estadounidenses no lograron evitar que los alemanes destruyeran las presas del Roer, lo que significó que el campo de batalla de Grenade se inundara, por lo que esta operación se atrasó casi tres semanas, lo que implicó que todas las reservas de Schlemm se emplearan contra las tropas británicas.